# Disco 3
Disco 3 és el tretzè disc del grup de pop electrònic Pet Shop Boys. Va aparèixer al mes de febrer de 2003.
Com a reacció contra els baixos nombres de vendes del seu anterior àlbum, Release, Lowe i Tennant van apostar per un retorn a les seves arrels musicals i aprofitaren per publicar una continuació de la saga "Disco" amb el tercer exemplar. "Disco 3" inclou tres temes inèdits, remescles de cançons incloses a "Release" i de cares B, a més d'una versió de "Try it", originàriament interpretada pel grup Oh Romeo i composta per Bobby "O", una de les principals influències dels PSB quan començaren a compondre música.

## Temes

### 7243 5814582
1. Time on my hands – 3,53
2. Positive role model (Tennant, Lowe, Barry White, Tony Sepe, Sterling Radcliffe) – 4,02
3. Try it (I'm In Love With A Married Man) (Bobby Orlando) – 4,47
4. London (Thee Radikal Blaklite Edit) (Tennant, Lowe, Chris Zippel) – 5,44
5. Somebody else's business – 3,28
6. Here (PSB new extended mix) – 6,13
7. If looks could kill – 4,11
8. Sexy northerner (Superchumbo mix) – 8,36
9. Home and dry (Blank & Jones remix) – 6,36
10. London (Genuine Piano mix) (Tennant, Lowe, Zippel) – 4,16

Temes escrits per Chris Lowe i Neil Tennant, menys on s'especifiqui una altra cosa.

## Dades
- Pet Shop Boys són Neil Tennant i Chris Lowe.
- Pete Gleadall: Programacions als temes 1, 2, 3, 5, 6, 7 i 9.
- Chris Zippel: Programacions als temes 2 i 5. Teclats addicionals al tema 2.
- Felix Da Housecat: Remescla i producció addicional al tema 4.
- Christian Hayes i Mark Refoy: Guitarra al tema 7.
- Tom Stephan: Remescla i producció addicional al tema 8.
- Piet Blank, Jaspa Jones i Andy Kaufold: Remescla i producció addicional al tema 9.
- Robert Matt: Piano Steinway al tema 10.